# Acleisanthes chenopodioides
Acleisanthes chenopodioides är en underblomsväxtart som först beskrevs av Asa Gray, och fick sitt nu gällande namn av R.A.Levin. Acleisanthes chenopodioides ingår i släktet Acleisanthes och familjen underblomsväxter. Inga underarter finns listade i Catalogue of Life.